# Inondations de 2020 du centre du Vietnam
Les inondations du centre du Viêt Nam en 2020, ou inondations historiques de 2020, sont des inondations survenues au centre du Viêt Nam en octobre 2020. Les inondations se concentrent fortement dans plusieurs provinces, notamment celles de Thừa Thiên-Huế, d'Hà Tĩnh, de Quảng Bình et de Quảng Trị. Les inondations surviennent lors de la pandémie de Covid-19 au Viêt Nam.